# 出番だ!葉月ちゃん
出番だ!葉月ちゃん（でばんだ!はづきちゃん）は、2010年9月より、エレコが製造ユニバーサルエンターテインメントが販売した5号機のパチスロ機。保通協における型式名は「出番だ!葉月ちゃんEA」。
いわゆる花火シリーズの一機種で、5号機では6機種目。これまで花火シリーズでは「ヒロイン」と言われつつも事実上脇役だった葉月ちゃん（ドンちゃんが師事する親方の娘）を主役に据えたスピンオフ機である。
ゲーム性はボーナスによって出玉を増やすノーマル機である。チャンスリプレイを引いたあと7G間リプレイ確率がアップするプチRT（葉月チャンス）に突入する。

## ボーナス確率
| 設定 | BIG     | REG     | 合算    | 機械割 |
| ---- | ------- | ------- | ------- | ------ |
| 1    | 1/299.3 | 1/431.2 | 1/176.6 | 97.2%  |
| 2    | 1/284.9 | 1/385.5 | 1/163.8 | 99.9%  |
| 3    | 1/269.7 | 1/344.9 | 1/151.3 | 104.8% |
| 4    | 1/256.0 | 1/299.3 | 1/137.9 | 108.5% |
| 5    | 1/240.1 | 1/256.0 | 1/123.8 | 113.1% |
| 6    | 1/219.9 | 1/219.9 | 1/109.9 | 119.1% |